# Reinhold Heller (Maler)
Reinhold Heller (* 26. April 1933 in Haid, Tschechoslowakei; † 18. November 1993 in Eresing, Bayern) war ein deutscher Maler und Mitglied der Münchener Künstlergruppen Wir und Geflecht.

## Leben und Werk
Während seines Studiums bei Richard Seewald an der Münchener Akademie von 1953 bis 1958 erlebte Heller den Aufstieg der gegenstandslosen Malerei. Bereits während des Studiums fand er sich 1955 mit einigen Gleichgesinnten in der Künstlergruppe Quattrocento zusammen. Der programmatische Gruppenname erinnerte an die Entstehungszeit der neuzeitlichen Malerei im 15. Jahrhundert in Italien, deren Epoche die Zeitgenossen gerade für überkommen erklärten. Heller suchte nicht den Traditionsbruch oder gar einen Neuanfang ohne Voraussetzung, sondern sah sich und seine Arbeit lieber als Teil der Kunstgeschichte. Zudem hielt er wie Picasso, Asger Jorn oder Hans Platschek am Gegenstand fest – oder zumindest an der Behauptung eines Gegenstandes. Das Verband ihn mit der Künstlergruppe Wir, deren Mitglied er 1961 wurde. Neben seinem Studium der Bildenden Künste studierte er zeitgleich Violine bei Edith von Voigtländer an der Hochschule für Musik. 1958 bis 1960 machte er sein Staatsexamen in Kunsterziehung. Von 1960 bis 1993 war Heller Kunsterzieher am Humanistischen Gymnasium St. Ottilien und lebte seither in Eresing. Zu Beginn seiner Zeit als Mitglied der Gruppe Wir, stieß Heller die Dreharbeiten zu dem Film Über den barocken Raum an. Das barocke Raumerlebnis war für Heller eine wichtige Inspiration. Das zeigt sich in seinen Werken vor allem daran, dass sie meist um ein Zentrum komponiert sind, wie die barocke Kirche um den Altar. 1966 vereinigte sich Wir mit der Künstlergruppe SPUR unter dem Gruppennamen Geflecht.
Ab ungefähr 1970 zog er sich aus der Malerei zurück und konzentrierte sich auf seinen Lehrauftrag, seine Familie und den Geigenbau. Erst in den 1980er Jahren setzte ein sehr musikalisches Spätwerk ein, in dem er seine beiden Leidenschaften, die Kunst und die Musik zu einer Synthese brachte.

## Werke
- Heiliger Michael mit Flammenschwert (München, Pinakothek der Moderne, Inv. Nr. 15765) 1961, 110 × 110 cm, Leinwand
- Raub der Töchter des Leukippos II (München, Pinakothek der Moderne, Inv. Nr. 16077), 1962, 117 × 156 cm, Mischtechnik auf Leinwand
- Ohne Titel (Neumarkt in der Oberpfalz, Museum Lothar Fischer), 1964, 74 × 180 cm, Öl, Material auf Leinwand
- Die neue Melusine (Durbach, Museum für Aktuelle Kunst – Sammlung Hurrle), 1965, 138 × 154 cm, Dispersion auf Leinwand
- Stau (Regensburg, Kunstforum Ostdeutsche Galerie), 1965, 128 × 150 cm, Acryl auf Leinwand
- Geflecht (Emden, Kunsthalle), 1966, 147 × 210 × 110 cm, Eisen/Draht bemalt

## Ausstellungen
- 1958 Große Kunstausstellung, Haus der Kunst, München
- 1960 Gruppe Quattrocento, Schaezler-Palais, Augsburg
- 1962–1965 Herbstsalon der Gruppe Wir, Haus der Kunst, München
- 1963 Gruppe Wir, Neue Darmstädter Sezession, Darmstadt
- 1965 Gruppe Wir, Galerie Casa, München
- 1965 Gruppe Wir, BMW-Pavillon, Hamburg
- 1966 Gruppe Geflecht, Galerie Van de Loo, München
- 1966 Gruppe Geflecht, Deutscher Künstlerbund, Essen
- 1966 Herbstsalon, Haus der Kunst, München
- 1966 Labyrinthe, Akademie der Künste, Berlin
- 1967 Gruppe Geflecht, Kunsthalle, Kiel
- 1967 Gruppe Geflecht, Kunstverein, Freiburg
- 1968 Gruppe Geflecht, Forum der Galerie Van de Loo, München
- 1983 Cobra, Spur, Wir, Geflecht, Kollektiv Herzogstraße, Galerie im Ganserhaus, Wasserburg am Inn
- 1984 Galerie der Künstler, München
- 1985 Kunstverein, Bonn
- 1985 Gesellschaft für aktuelle Kunst e.V., Bremen
- 1985 Kunst der Bundesrepublik Deutschland 1945–1985, Nationalgalerie, Berlin
- 1986 Gruppenarbeit, Galerie im Cordonhaus, Cham
- 1986 Gruppe Geflecht, Galerie Schübbe, Düsseldorf-Mettmann
- 1987 Gruppe Wir. 1959–1965, Kunstverein, München, Kunstverein Salzburg
- 1987 Gruppe Wir, Galerie Gabriele von Loeper, Hamburg
- 1989 Figur und Raum, Galerie Hasieber & Roth, München
- 1991 Antiobjekt. Die Gruppe Geflecht, Kunsthalle, Kiel, Kunsthalle Mannheim und Märkisches Museum der Stadt Witten
- 1993/1994 Art Brut. Eine andere Kunst. Blickfeld und Wirkung, Kunstverein Augsburg, Kulturhaus Graz, Kunstverein Bielefeld im Museum Waldorf
- 1995 Gruppe Geflecht, Galerie Helmut Leger, München
- 1996 Spur, Wir, Geflecht, Kollektiv Herzogstraße, Galerie Helmut Leger, München
- 2006 Werk Geflecht. KUNSTFORUM Ostdeutsche Galerie Regensburg
- 2007 Gruppe Geflecht. Arbeiten von 1965 bis 1968, Rathausgalerie, München
- 2009 Maler der ehemaligen Gruppe WIR, Galerie Gabriele von Loeper, Hamburg
- 2009 Bavarian Way of Pop Art. Momentaufnahmen aus den 60er Jahren. Ludi Armbruster, HM Bachmayer, Lothar Fischer, Reinhold Heller, Florian Köhler, Michael Langer, Uwe Lausen, Heino Naujoks, Heimrad Prem, Helmut Rieger, Helmut Sturm, HP Zimmer, Galerie Marie-José van de Loo, München
- 2010 Wegbereiter, Wegbegleiter. Kunst der letzten 60 Jahre. Museum für aktuelle Kunst – Sammlung Hurrle Durbach
- 2014 Reinhold Heller (1933–1993). Künstler, Mentor, Freund, Klostergalerie St. Ottilien
- 2015 Gruppe Wir. 1959–1965. Museum Lothar Fischer Neumarkt in der Oberpfalz
- 2020 Quattrocento. Der Schülerkreis um Richard Seewald (1954–1958), Klostergalerie St. Ottilien